# حمزة أبو فارس
حمزة أبو فارس (11 ربيع الأول 1365 هـ / 13 يناير 1946م وادنة، مسلاتة – ) عالم إسلامي وسياسي ليبي، عُيّن وزيراً للأوقاف وللشؤون الإسلامية بالهيئة التنفيذية للمجلس الوطني الانتقالي يوم 22 نوفمبر 2011.

## الشهادات التعليمية
- أنهى المدرسة الابتدائية سنة 1960، وأخذ الشهادة الإعدادية سنة 1963.
- تحصل على إجازة التدريس الخاصة (تخصص لغة عربية ودين) سنة 1967.
- تحصل على الشهادة الثانوية (أدبي) سنة 1971.
- تقدم للدراسة بكلية التربية (كلية المعلمين العليا سابقاً) بطرابلس، فقُبل في قسم اللغات (العربية والإنجليزية والفرنسية) فاجتاز السنة الأولى ثم تخصص في اللغة الفرنسية وآدابها ودرس السنة الثانية في باريس، فحصل على الليسانس في هذا التّخصص.
- درَّس اللغة الفرنسية بالمرحلة الثانوية سبع سنوات بُعث أثناءها للدراسة في فرنسا سنة 76 / 77 م ثمّ بُعث في دورة صيفية سنة 1978.
- سجل في الدراسات العليا في العام الجامعي 79 / 1980 بكلية التربية بطرابلس. وتحصل على الدبلوم في الدراسات الإسلامية صيف سنة 1980
- سجل رسالة الماجستير بإشراف عبد السلام أبو ناجي في تحقيق قسم العبادات من «عدة البروق» للونشريسي، وهو كتاب في الفروق الفقهية (قسم من القواعد الفقهية)، وناقش الرسالة سنة 1984 ثمّ أتمّ باقي الكتاب بالتحقيق وقد طبع.
- واصل التدريس بالمرحلة الثانوية، ثم درَّس بكلية القانون جامعة قاريونس ببنغازي، ثم بكلية القانون جامعة ناصر (سابقاً) بترهونة، ثم عُيّن رسمياً بها ثم انتقل إلى كلية القانون جامعة الفاتح (سابقاً) بطرابلس، وما زال بها إلى الآن.
- سجل رسالة الدكتوراه بجامعة الزيتونة بتونس سنة 1995، وناقش أطروحته سنة 2000 م وكانت بعنوان «القاضي عبد الوهاب البغدادي ومنهجه في شرح الرسالة» فتحصل على دكتوراه الدولة في العلوم الإسلامية (الفقه المقارن).[2]

يتكلم اللغة العربية والإنجليزية والفرنسية
حيث درس في المعهد الإسلامي بباريس

## العلوم الشرعية
بدأت صلته بالعلوم الشرعية سنة 1967، فقرأ المواريث على أحد مشائخ القرية ، وفي نفس الوقت ابتدأ حفظ القرآن الكريم مرحلياً، فأتمّ حفظه سنة 1982 وقرأ الفقه المالكي في كتبه المشهورة، وكتب التوحيد، وقرأ شيئاً من المنطق والبلاغة والنحو والصرف وعلوم الحديث والتفسير، وأكثر من قراءة كتب الحديث، فقرأ الموطأ بشرح الزرقاني وصحيح البخاري بحاشية السندي، وأجزاء من كتب السنة الأخرى، وصحيح مسلم بشرح النووي، واعتنى بالخصوص بعلمي الميراث والقواعد الفقهية.
له إجازات في علوم الحديث من عدة علماء من أشهرهم الشيخ يوسف الكتاني بالمغرب

## المؤلفات
ألف أربعة عشر كتاباً ما بين تحقيق وتأليف.

## الندوات
شارك في ندوات متعددة في ليبيا وتونس والجزائر والمغرب والإمارات والسعودية والأردن وقطر وتركيا وبريطانيا وغيرهم وشارك ببحوث في المجمع الفقهي التابع لرابطة العالم الإسلامي بمكة المكرمة، والمجلس الأوروبي للإفتاء والبحوث.
الآن هو عضو دائماً بالمجمع الفقهي في الرياض وعضو بلجنة البحوث في دار الإفتاء الليبية.

## البرامج
كانت له مشاركات في برنامج «الإسلام والحياة» على قناة الجماهيرية 2، كما شارك على القنوات المسموعة في عدة حلقات في برنامج «هذا بصائر للناس» (الليبية اف ام) وبرنامج «في ظلال الشريعة» (الإيمان).
له كرسي علمي دائم في جامع الإمام شهاب الدين القرافي في رسالة ابن أبي زيد القيرواني في الفقه المالكي في طرابلس وكرسي في الحديث موطأ الإمام مالك في جامع المجابرة بمسلاته.

## وصلات خارجية
- الموقع الرسمي: أبوفارس.نت نسخة محفوظة 18 ديسمبر 2011 على موقع واي باك مشين.
- الموقع الرسمي للحكومة الانتقالية (المجلس التنفيذي)